# Lo Serrat (els Masos de Tamúrcia)
Lo Serrat és un paratge del terme municipal de Tremp, al Pallars Jussà, dins de l'antic terme ribagorçà d'Espluga de Serra.
És el paratge que s'estén a la carena occidental de lo Tossal. Queda al nord del poble dels Masos de Tamúrcia, i d'ell arrenca cap al nord-oest el Serrat de la Collada.